# 기시다 마모루
기시다 마모루(일본어: 岸田 護, 1981년 5월 10일~)는 일본의 전 프로 야구 선수이자 야구 지도자이다. 오사카부 스이타시 출신이며 현역 시절 포지션은 투수였다.
현재 오릭스 버펄로스 감독이다.

## 인물

### 프로 입단 전
초등학교 1학년 때부터 야구를 시작해 3학년 때부터는 투수가 되었다. 중학교 시절에는 연식 야구부에 소속되었고 리세이샤 고등학교에 진학한 이후에는 야구부에 입단하면서 1학년부터는 벤치에 들어간다. 리세이샤 고등학교는 처음으로 고시엔 대회의 출전이 이루어졌지만 정작 본인은 등판 기회를 얻지 못했고 이듬해 제80회 기념 대회에서는 오사카를 북부 지역과 남부 지역으로 나뉘어 대표 학교를 결정했지만 북부 지역의 결승으로 구보 야스토모가 소속된 간사이 대학 제1 고등학교한테 패해 2년 연속 출전은 무산되었다.
고교 졸업 후 도호쿠 복지대학을 거쳐 사회인 야구 팀인 NTT 서일본에 입사, 1년차인 제75회 도시 대항 야구 대회에 출전했고 2005년 제76회 도시 대항 야구 대회에 출전하는 등 사회인 야구 일본 선수권 대회에서 팀을 준우승으로 이끄는 데 기여했다. 2005년 가을에 있은 대학·사회인 드래프트에서 오릭스 버펄로스로부터 3순위 지명을 받아 입단했고 그의 동료인 야마자키 다카히로, 후지이 아쓰시, 사이토 신스케, 와키야 료타 등도 이 때 지명되어 프로 구단에 들어갔다.

### 프로 입단 후

#### 2006년
5월 30일에 데뷔 첫 등판인 주니치 드래건스전과 시즌 최종전인 도호쿠 라쿠텐 골든이글스전에서 데뷔 후 처음으로 선발 등판해 팀 타선의 지원을 받지 못한 채 패전 투수가 되었지만 8이닝 1실점으로 호투했다. 2군에서는 선발과 중간 계투 양쪽 모두로 기용되면서 31경기에 등판해 1.80의 평균자책점을 기록하여 최고 평균자책점 타이틀을 획득했다. 규정 투구 횟수를 채운 9명의 투수 가운데 유일하게도 피홈런 개수가 한 개도 없었으며 사사구도 두 번째로 적었다.

#### 2007년
그 해에는 1군에 합류하면서 4월 5일의 지바 롯데 마린스전에서는 동점인 상황에 등판, 8회초 아오노 다케시에게 솔로 홈런을 허용하였지만 그 뒤에 그렉 라로카가 역전 결승 2점 홈런을 때려내면서 데뷔 첫 승리를 거두었다. 선발 투수가 경기 초반에 강판했을 때의 9회까지 투구하는 경우가 많아 그 후 대부분 실점을 허용하지 않을 정도의 호투를 보였다. 시즌 후반에는 선발 로테이션에 들어가면서 11경기에 선발 등판해 2승으로 승수에는 풍족하지 않았지만 평균자책점이 2점대로 126이닝을 던지면서 115개의 탈삼진을 기록하는 등 맹활약을 했다.

#### 2008년
개막으로부터 선발 로테이션에 들어가는 것이 기대되었지만 개막 직전 허리에 통증을 호소했다. 4월 22일의 홋카이도 닛폰햄 파이터스전에서 시즌 첫 선발 등판을 완수했고 5월 5일 지바 롯데전에서는 8이닝 3실점으로 시즌 첫 승리 투수가 되었다. 그러나 5월 17일에 오른쪽 다리에 통증이 일어나면서 1군 등록이 말소되는 등 전력에서 이탈되었지만 8월 29일 1군 복귀전인 닛폰햄전에 등판하면서 3연승을 기록해 팀의 A클래스 진입에 기여했지만 부상에 의한 전력 이탈의 영향으로 투구 횟수는 전년도보다 절반으로 감소한 4승으로 끝났다. 덧붙여 이 4승은 모두 스카이마크 스타디움에서 올렸다.

#### 2009년
과제를 안고 있던 고질적인 부상 극복을 위해서 오프에는 팀 동료 오비키 게이지의 본가인 신사에서 머무르며 그 곳에서 요가를 했다. 그 후 개막 로테이션에 합류하였고 4월에 프로 데뷔 후 처음으로 완봉승을 포함한 3연승을 하는 등 한 때는 투수 부문에서 상위권에 오를 정도의 좋은 활약을 보이고 있었다. 그러나 5월 10일에는 오른쪽 어깨 통증으로 다시 전력에서 이탈되었는데 그 후 7월 4일에 다시 복귀하여 순조로운 투구 플레이로 최종 등판 경기인 10월 8일의 닛폰햄전에서 본인으로서는 처음으로 두 자릿수 승리를 달성했다. 하지만 규정 투구 횟수에 도달하는 데에는 약간 미치지 못했고, 자신이 전력에서 이탈한 동안에 팀은 5월에 9연패, 6월에는 7연패를 당하는 등의 악재에 시달려 또 다시 부상에 의한 장기적인 이탈로 암울한 시즌을 보내야만 했다.

#### 2010년
그 해에는 등번호를 18번으로 변경했고 개막 3경째인 4회부터 구원 등판해 6이닝 1실점의 호투로 끝까지 투구를 하는 등 시즌 첫 승리를 올렸다. 그러나 선발로서 조건에 충족시키지 못할 정도의 투구가 눈에 띄면서 5월 9일의 지바 롯데전부터는 구원 투수로 전향했다. 또한 개막 초에는 중간 계투를 맡고 있던 존 레스터가 기대 이하의 투구 플레이로 6월 10일의 요미우리 자이언츠전에서는 첫 세이브를 기록하면서 마무리 투수로 지명되었다.
똑같이 구원 투수로 전향한 히라노 요시히사와 함께 승리의 방정식으로서 팀의 교류전 우승 달성에 기여해 정규 리그가 재개된 후에도 구원 투수로서 활약했다. 선발로서는 6경기에 등판하여 평균자책점 4.85, 1승 4패, WHIP 1.38, 탈삼진률 6.61이었지만 구원으로서는 51경기에 등판하면서 세이브수야말로 좀처럼 성장하지 않기는 했지만 평균자책점 2.18, 5승 1패, 11홀드, 12세이브, WHIP 1.16, 탈삼진률 9.43의 좋은 성적을 기록했다.
팀의 수비력이나 운의 요소를 배제하고 투수를 컨트롤 할 수 있는 요소(볼넷, 피홈런, 탈삼진)만을 기본으로 산출해 낸 FIP는 2.70이며 이는 퍼시픽 리그에서 100이닝 이상을 던진 투수 23명 가운데 다르빗슈 유, 스기우치 도시야에 이어 3위에 랭크되는 등 투구 내용은 매우 좋았다. 오프에는 히다카 다케시를 대신해 오릭스의 선수회장으로 발탁되었고 동시에 일반 여성과 교제한 끝에 결혼을 발표했다.

#### 2011년
구원 투수로서 개막을 1군에서 맞이했고 작년과 마찬가지로 승리의 방정식으로서 셋업맨인 히라노에 이어 리그 2위인 68경기에 등판했다. 닛폰햄의 다케다 히사시에 이어 리그 2위에 해당되는 33세이브, 중간 계투이면서도 탈삼진을 79개나 기록했다. 그러나 팀이 앞서고 있는 상황에서의 실점이나 동점인 상황에서 등판하여 점수를 허용하는 등 6패를 당했고 평균자책점이 2.61, 피안타 66개, 자책점도 23자책점을 기록하는 등의 최악의 성적을 남겼다. 선두 소프트뱅크에는 평균자책점이 2.00으로 2승, 2위 닛폰햄에는 2패를 당하면서도 0.93의 평균자책점을 나타내며 선전하는 반면 시즌 중에 몇 차례나 3위 경쟁을 한 라쿠텐과는 9경기에서 5.40의 평균자책점과 6자책점으로 2패를 당한 등 고전했다.
또, 그 해에는 감독 추천으로 올스타전에 첫 출전하여 1차전에서 9회에 5번째로 등판해 3자 연속 삼진을 기록, 3차전에서도 9회에 등판해 피안타 1개의 무실점으로 막아내는 등의 활약을 보였다. 시즌 종료 후에 있은 계약 갱신에서는 1억 1,000만 엔으로 서명했고 불과 1년 만에 선수회장을 스즈키 후미히로에게 양보하며 부회장으로 취임했다.

#### 2012년
시즌에서는 마무리 투수로서 활약해 5월에는 11경기에 등판하여 4.50의 평균자책점을 기록하는 등 부진한 모습을 보였지만 6월에는 10경기에서 무실점으로 막아내는 등의 호투를 보였다. 그러나 8월 19일의 소프트뱅크전에서는 9회초에 등판, 하세가와 유야에게 2점 홈런을 허용해 3실점을 내주며 이 경기 이후 히라노와의 배치전환에 의해 중간 계투로 돌아왔다. 중간 계투로 전환되고 나서는 3경기에 등판하여 무실점으로 호투하고 있었지만 9월 1일 라쿠텐전에서는 투구 도중에 근육 통증을 일으켜 다음날에 등록이 말소되었다. 복귀 무대이자 홈구장에서의 최종전이 된 10월 7일 세이부전에서 9회초 등판해 1이닝 무실점으로 호투했다. 그 해에는 52경기에 등판하면서 4승 2패 18세이브, 2.42의 평균자책점을 남겼다.
소프트뱅크와의 경기에서는 위에서 말한 경기 외에도 5월 10일의 경기에서 3점을 리드하고 있는 9회초 2아웃 상황에 3연타를 맞았고 마쓰나카 노부히코에게 통산 350호 홈런이 되는 동점 홈런(2점)을 맞은 일도 있어 7경기에 등판하여 평균자책점이 8.59가 되었다.

## 플레이 스타일

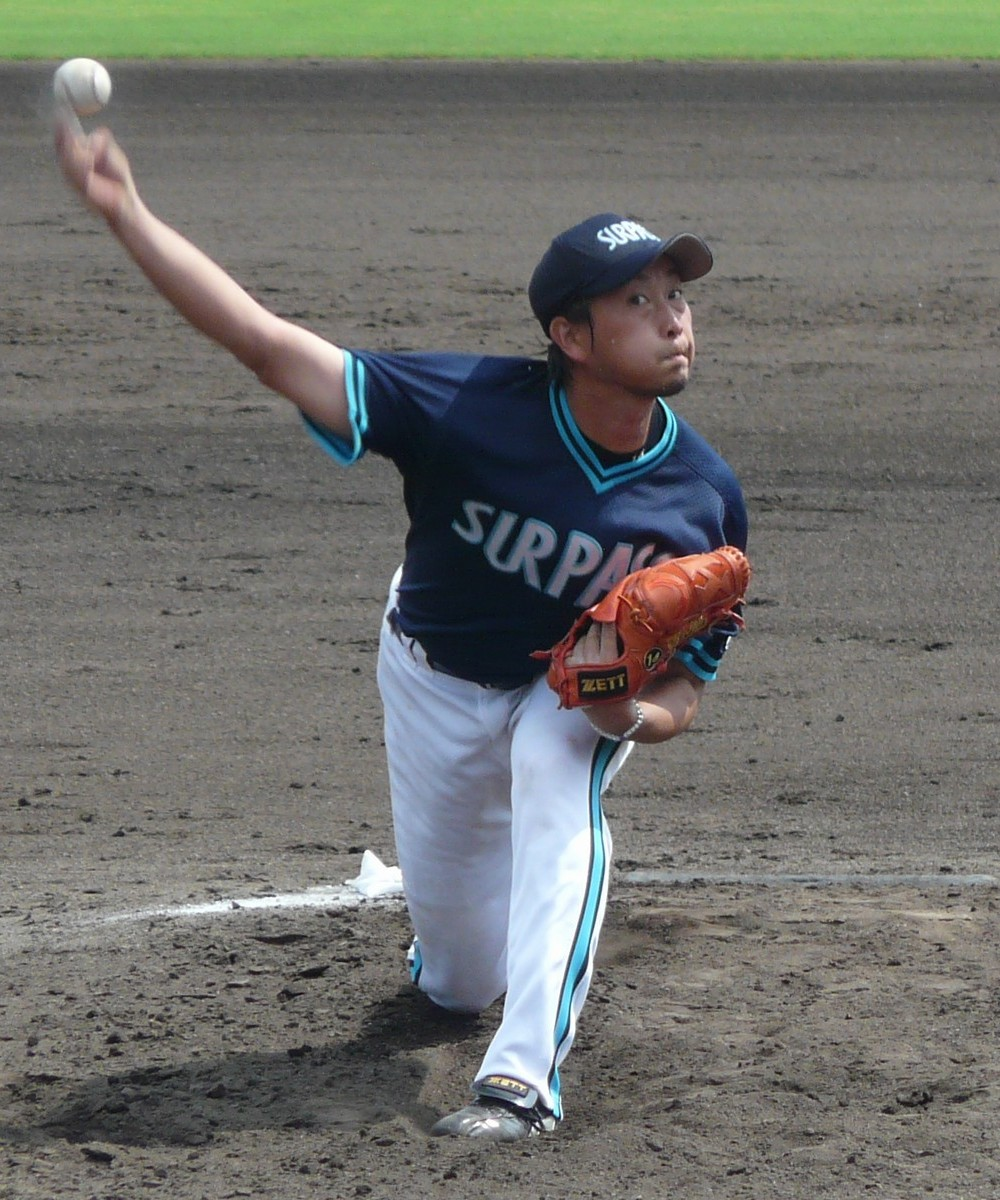
기시다 마모루(2008년)

던질 때에 목을 조금 기울이면서 천천히 다리를 올려 날카롭게 팔을 흔드는 독특한 폼으로부터, 최고속도 152km/h의 바로 앞에서 성장하는 속구와 세로로 떨어지는 슬라이더, 그리고 체인지업을 축으로 하여 커브나 슈트도 섞는다. 포크볼을 던질 수는 없지만 대신에 체인지업을 포크볼과 같이 자각해서 다루고 있다고 하였다.

## 상세 정보

### 출신 학교
- 리세이샤 고등학교
- 도호쿠 복지대학

### 선수 경력
- NTT 서일본
- 오릭스 버펄로스(2006년~2019년)

### 지도자 경력
- 오릭스 버펄로스 투수 코치(2020년~2024년)
- 오릭스 버팔로즈 감독(2025년~)

### 개인 기록

#### 첫 기록
- 첫 등판: 2006년 5월 30일, 대 주니치 드래건스 4차전(스카이마크 스타디움), 9회초에 5번째 투수로서 구원 등판·마무리, 1이닝 무실점
- 첫 탈삼진: 2006년 6월 1일, 대 주니치 드래건스 6차전(오사카 돔), 8회초에 후쿠도메 고스케로부터
- 첫 선발: 2006년 9월 27일, 대 도호쿠 라쿠텐 골든이글스 20차전(스카이마크 스타디움), 8이닝 1실점에서 패전 투수
- 첫 승리: 2007년 4월 5일, 대 지바 롯데 마린스 3차전(교세라 돔 오사카), 7회초에 2번째 투수로서 구원 등판, 2이닝 1실점
- 첫 홀드: 2007년 4월 14일, 대 후쿠오카 소프트뱅크 호크스 4차전(교세라 돔 오사카), 8회초에 2번째 투수로서 구원 등판, 1이닝 무실점
- 첫 선발 승리: 2007년 7월 29일, 대 도호쿠 라쿠텐 골든이글스 14차전(스카이마크 스타디움), 7이닝 1실점
- 첫 완투 승리·첫 완봉 승리: 2009년 4월 19일, 대 도호쿠 라쿠텐 골든이글스 2차전(도쿄 돔)
- 첫 세이브: 2010년 6월 10일, 대 요미우리 자이언츠 4차전(스카이마크 스타디움), 9회초에 3번째 투수로서 구원 등판·마무리, 1이닝 무실점

#### 기타
- 올스타전 출장: 2회(2011년, 2012년)

### 등번호
- 14(2006년~2009년)
- 18(2010년~2019년)
- 71(2020년~)

### 연도별 투수 성적
| 연 도      | 소 속      | 등 판 | 선 발 | 완 투 | 완 봉 | 무 4 구 | 승 리 | 패 전 | 세 이 브 | 홀 드 | 승 률 | 타 자 | 이 닝 | 피 안 타 | 피 홈 런 | 볼 넷 | 고 4 | 몸 맞 | 탈 삼 진 | 폭 투 | 보 크 | 실 점 | 자 책 점 | 평 자 책 | W H I P |
| ---------- | ---------- | ----- | ----- | ----- | ----- | ------- | ----- | ----- | -------- | ----- | ----- | ----- | ----- | -------- | -------- | ----- | ---- | ----- | -------- | ----- | ----- | ----- | -------- | -------- | ------- |
| 2006년     | 오릭스     | 6     | 1     | 0     | 0     | 0       | 0     | 1     | 0        | 0     | .000  | 51    | 13.1  | 11       | 3        | 2     | 0    | 0     | 10       | 0     | 0     | 4     | 4        | 2.70     | 0.99    |
| 2007년     | 오릭스     | 39    | 11    | 0     | 0     | 0       | 4     | 3     | 0        | 3     | .571  | 516   | 126.0 | 124      | 7        | 24    | 2    | 4     | 115      | 5     | 0     | 46    | 41       | 2.93     | 1.21    |
| 2008년     | 오릭스     | 12    | 10    | 0     | 0     | 0       | 4     | 1     | 0        | 1     | .800  | 272   | 67.1  | 70       | 7        | 7     | 0    | 1     | 58       | 1     | 0     | 23    | 22       | 2.94     | 1.16    |
| 2009년     | 오릭스     | 19    | 19    | 3     | 2     | 1       | 10    | 4     | 0        | 0     | .714  | 561   | 139.1 | 134      | 10       | 20    | 0    | 3     | 124      | 3     | 0     | 53    | 48       | 3.10     | 1.11    |
| 2010년     | 오릭스     | 57    | 6     | 2     | 0     | 0       | 6     | 5     | 12       | 11    | .545  | 440   | 104.2 | 107      | 6        | 24    | 2    | 1     | 96       | 4     | 1     | 42    | 38       | 3.27     | 1.25    |
| 2011년     | 오릭스     | 68    | 0     | 0     | 0     | 0       | 5     | 6     | 33       | 0     | .455  | 289   | 69.0  | 66       | 5        | 15    | 3    | 1     | 74       | 2     | 0     | 23    | 20       | 2.61     | 1.17    |
| 2012년     | 오릭스     | 52    | 0     | 0     | 0     | 0       | 4     | 2     | 18       | 3     | .667  | 214   | 52.0  | 49       | 5        | 13    | 4    | 0     | 49       | 3     | 1     | 15    | 14       | 2.42     | 1.19    |
| 2013년     | 오릭스     | 37    | 0     | 0     | 0     | 0       | 3     | 2     | 0        | 11    | .600  | 191   | 46.2  | 43       | 3        | 7     | 0    | 0     | 53       | 2     | 0     | 16    | 11       | 2.12     | 1.07    |
| 2014년     | 오릭스     | 55    | 4     | 0     | 0     | 0       | 4     | 3     | 0        | 12    | .571  | 326   | 80.1  | 65       | 8        | 20    | 0    | 2     | 67       | 4     | 0     | 33    | 30       | 3.36     | 1.06    |
| 2015년     | 오릭스     | 50    | 0     | 0     | 0     | 0       | 4     | 3     | 0        | 15    | .571  | 213   | 52.2  | 46       | 2        | 13    | 0    | 1     | 54       | 0     | 0     | 17    | 15       | 2.56     | 1.12    |
| 2016년     | 오릭스     | 16    | 0     | 0     | 0     | 0       | 0     | 0     | 0        | 6     | ----  | 66    | 13.2  | 20       | 4        | 6     | 0    | 0     | 11       | 1     | 0     | 13    | 12       | 7.90     | 1.90    |
| 2017년     | 오릭스     | 4     | 1     | 0     | 0     | 0       | 0     | 0     | 0        | 0     | ----  | 27    | 6.0   | 5        | 1        | 3     | 0    | 1     | 4        | 0     | 0     | 2     | 2        | 3.00     | 1.33    |
| 2018년     | 오릭스     | 17    | 0     | 0     | 0     | 0       | 0     | 0     | 0        | 1     | ----  | 59    | 15.1  | 13       | 0        | 2     | 0    | 0     | 14       | 0     | 0     | 4     | 4        | 2.35     | 0.98    |
| 2019년     | 오릭스     | 1     | 0     | 0     | 0     | 0       | 0     | 0     | 0        | 0     | ----  | 1     | 0.1   | 0        | 0        | 0     | 0    | 0     | 1        | 0     | 0     | 0     | 0        | 0.00     | 0.00    |
| 통산: 14년 | 통산: 14년 | 433   | 52    | 5     | 2     | 1       | 44    | 30    | 63       | 63    | .595  | 3226  | 786.2 | 753      | 61       | 156   | 11   | 14    | 730      | 25    | 2     | 291   | 261      | 2.99     | 1.16    |

### 연도별 수비 성적
| 연도 | 소속   | 투수  | 투수  | 투수  | 투수  | 투수  | 투수     |
| 연도 | 소속   | 경 기 | 척 살 | 보 살 | 실 책 | 병 살 | 수 비 율 |
| ---- | ------ | ----- | ----- | ----- | ----- | ----- | -------- |
| 2006 | 오릭스 | 6     | 2     | 1     | 0     | 0     | 1.000    |
| 2007 | 오릭스 | 39    | 9     | 14    | 1     | 1     | .958     |
| 2008 | 오릭스 | 12    | 4     | 15    | 1     | 2     | .950     |
| 2009 | 오릭스 | 19    | 7     | 23    | 0     | 2     | 1.000    |
| 2010 | 오릭스 | 57    | 6     | 13    | 1     | 1     | .950     |
| 2011 | 오릭스 | 68    | 3     | 7     | 1     | 0     | .909     |
| 2012 | 오릭스 | 52    | 1     | 11    | 0     | 0     | 1.000    |
| 2013 | 오릭스 | 37    | 3     | 4     | 1     | 1     | .875     |
| 2014 | 오릭스 | 55    | 7     | 18    | 1     | 1     | .962     |
| 2015 | 오릭스 | 50    | 2     | 7     | 0     | 0     | 1.000    |
| 2016 | 오릭스 | 16    | 3     | 1     | 0     | 0     | 1.000    |
| 2017 | 오릭스 | 4     | 0     | 2     | 0     | 0     | 1.000    |
| 2018 | 오릭스 | 17    | 1     | 1     | 0     | 0     | 1.000    |
| 2019 | 오릭스 | 1     | 0     | 0     | 0     | 0     | ----     |
| 통산 | 통산   | 433   | 48    | 117   | 6     | 8     | .965     |